# Runcina falciformis
Runcina falciformis is een slakkensoort uit de familie van de Runcinidae. De wetenschappelijke naam van de soort werd voor het eerst geldig gepubliceerd in 1990 door Ortea & Rodriguez.